# In My Dreams (singel Dokken)
In My Dreams – piosenka zespołu Dokken, wydana w 1985 roku jako singel promujący album Under Lock and Key.

## Powstanie i treść
Piosenka opowiada o mężczyźnie, który stracił dziewczynę, ale powraca ona do niego w marzeniach. Don Dokken przyznał, że napisał piosenkę na meksykańskiej plaży, kiedy to patrząc na ocean wymyślił riff, a tekst napisał w czasopiśmie, który miał pod ręką. Według Dokkena utwór powstał w 40 minut.
Do utworu powstał teledysk w reżyserii Wayne'a Ishama. W klipie Don Dokken śpiewa w ulewnym deszczu, a ujęcia te są skontrastowane z widokiem spalonej ziemi.

## Odbiór
Jest to jedna z najpopularniejszych piosenek Dokken. Zajęła 77. miejsce na liście Hot 100 oraz 24. na liście Top Rock Tracks.
W 1991 roku utwór został scoverowany przez The Party, zaś w 2008 przez zespół Babies & Kids jako „In My Dream”.